# فيصل محمد الطبيقي
فيصل محمد الطبيقي طبيب وجراح عيون سعودي، اسمه فيصل محمد علي الطبيقي، ولد في جازان جنوب المملكة العربية السعودية عام 1392 هـ.

## تعليمه
تحصل على البكالوريوس من جامعة الملك سعود بالرياض عام 1996، وعلى شهادة البورد العربي في طب وجراحة العيون عام 2002، وعلى شهادة الزمالة السعودية في طب وجراحة العيون عام 2002، وعلى شهادة زمالة جامعة الملك سعود في طب وجراحة العيون عام 2002، وعلى شهادة زمالة مستشفى الملك خالد التخصصي للعيون في تخصص الشدفة الأمامية عام 2003، وعلى شهادة زمالة جامعة هارفارد التخصصية في جراحات القرنية وتصحيح الإبصار في الولايات المتحدة الأمريكية بوسطن عام 2006.

## أعماله الوظيفية
عمل الطبيقي في مستشفى الملك فيصل التخصصي بالرياض عام 1997، ثم انتقل للعمل بمستشفى الملك فهد بجازان عام 1998، ثم عمل في مستشفى الملك خالد التخصص للعيون بالرياض من عام 1999 - 2003، ثم انتقل إلى جامعة جازان عام 2004، حيث شغل وظيفة أستاذ مساعد بكلية الطب قسم العيون بعد العودة من البعثة عام 2006، والمشرف العام على إدارة الابتعاث والتدريب والعلاقات الدولية بجامعة جازان عام 2007، ثم وكيل كلية العلوم الطبية التطبيقية بجامعة جازان عام 2007، ثم عميد كلية العلوم الطبية عام 2008، وعميد كلية طب الأسنان إلى الآن، وعضو مجلس الجامعة، واللجنة الاستشارية للجامعة، ولجنة الابتعاث والتدريب، ولجنة تعيين المعيدين والمحاضرين بالجامعة, يعمل حاليا في مركز الاستشاريون التخصصي بجازان إلى جانب عمله في جامعة جازان

## بحوثه ومؤلفاته
قام الطبيقي كتابة عدة فصول عن عمليات تصحيح الأبصار في مراجع وكتب طب العيون وهي: كتابة فصل علمي عن اللايسك والابي لايسك في كتاب المرجعي للعيون البرت اند جاكوبك طبعة عام 2007، كتابة فصل علمي عن المشارط الأوتوماتيكية ومشارط الليزر المستخدمة في عملية الليزك في نفس المرجع البرت اند جاكوبك، كتابة فصل علمي عن جراحة الليزك واللايسك باستخدام بصمة العين والويف فرونت في كتاب ماريون اند يانوف لطب العيون في بريطانيا، كتابة فصل علمي عن انحرافات القرنية الغير منتظمة وعلاجها في كتاب 101 بيرل لتصحيح الإبصار والقرنية والماء الأبيض.